# 掩星

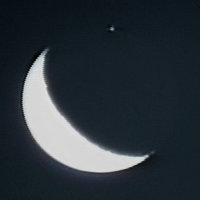
在1997年7月，從影片中拍攝的靜止畫面中，明亮的恆星畢宿五剛剛在黎明前的掩星中重新出現在衰減中的殘月的黑暗邊緣。

月掩土星的過程，2001年11月3日攝於奧地利。

掩星（英語：Occultation）是一種天文現象，指的是一個天體被穿過它與觀測者之間的另一個物體遮蔽時發生的事件。這個術語只在天文學中這樣使用，在日常中若前景中的物體阻擋了背景中的物體，使其看不見的情況，則稱為遮蔽或掩蔽（英語：Occults）。在這個一般意義上，掩蔽適用於在低空飛行的飛機上觀察到的視覺場景（或電腦成像），即當前景對象動態地遮擋遠處背景的對象時，場景會隨著時間而變化。
如果距離較近的天體無法完全掩蓋距離較遠的天體，則該事件稱為凌；凌和掩星可以統稱為「occlusion」。反之，如果陰影投射到觀察者身上，它被稱為食。
掩星的符號，特別是日食，是 (U+1F775 🝵).

## 月掩星

這段2021年4月17日拍攝的月球縮時影像顯示，在月球掩蔽火星後，火星重新在殘月的亮緣出現。

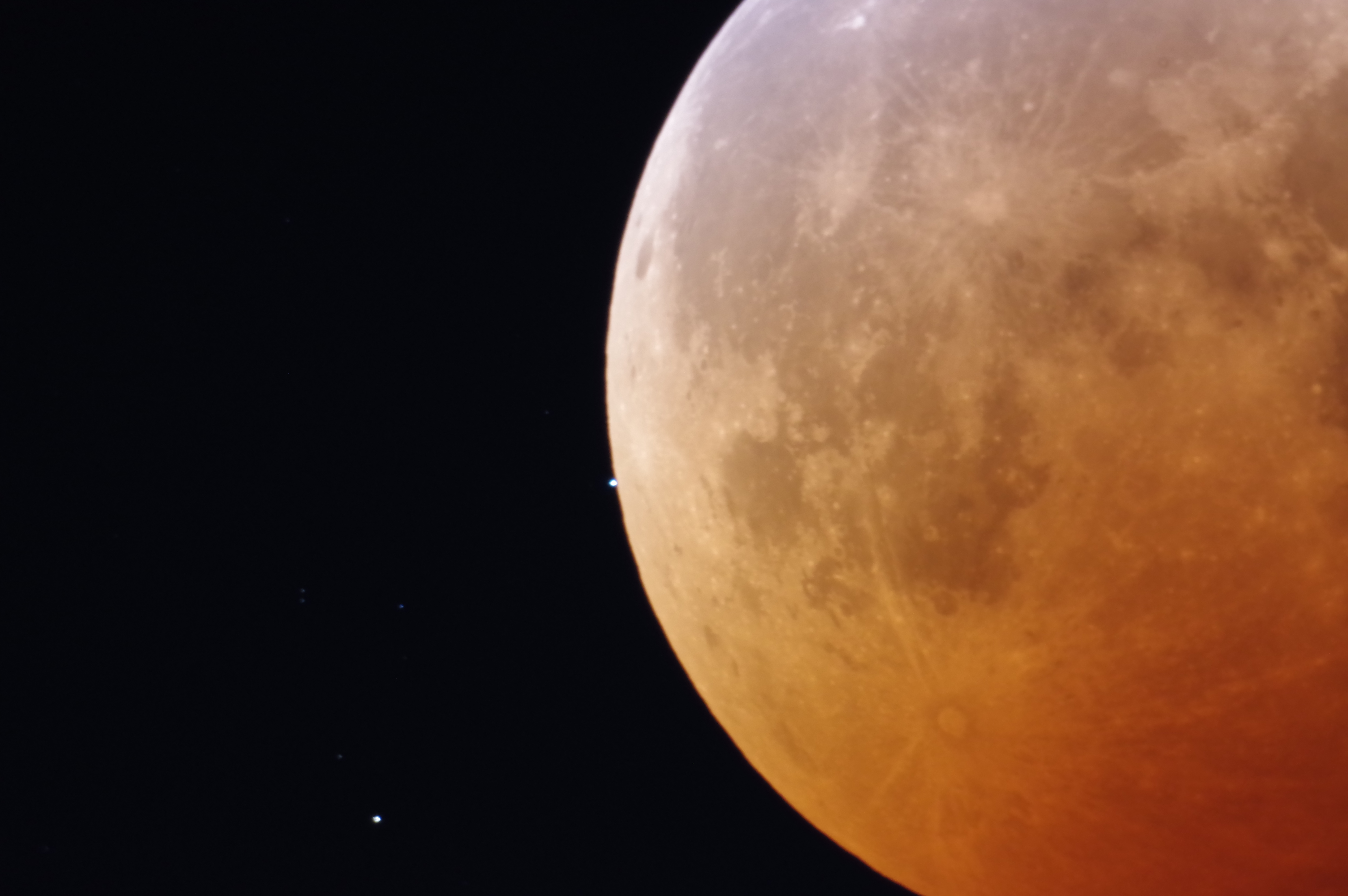
2022年11月8日的月全食期間，食甚的滿月即將遮住天王星之際。

掩星一詞最常用於描述「月球掩星」，即月球在繞地球軌道運行過程中，相對頻繁的從恆星前方經過的情况。由於月球相對於恆星的角速度為0.55弧秒/秒或2.7微弳度/秒，且具有非常薄的大氣層（通常可忽略），以及恆星僅有最多為0.057 弧秒或0.28微弳度的角直徑，因此被月球遮蔽的恆星將在0.1秒或更短的時間內在月球邊緣消失或重新出現。觀測者對在月球的黑暗邊緣發生的事件特別感興趣，因為沒有眩光，可以更容易地觀察和計時。
月球的軌道相對於黃道略微傾斜（見月球軌道），這意味著任何黃緯在-6.6至+6.6度之間的恆星都可能被它遮蔽。出現在這個區域內的三顆一等星，軒轅十四、角宿一和心宿二，也會被月球或行星遮蔽。由於歲差的緣故，在現在這個時代，金牛座的畢宿五在行星路徑以北的界線外，因此只有月球才有可能掩蔽它。此外，行星和月球現時都不可能遮蔽雙子座的北河三，但幾千年前月球是可能遮蔽它的。一些特別靠近黃道的深空天體，如昴宿星團，也會被月球遮蔽。

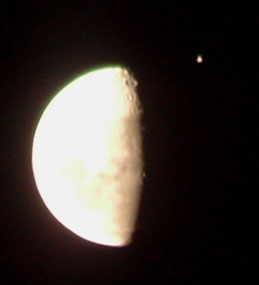
在2005年6月16日被月球遮擋前幾分鐘的木星（右上角的明亮物體）。

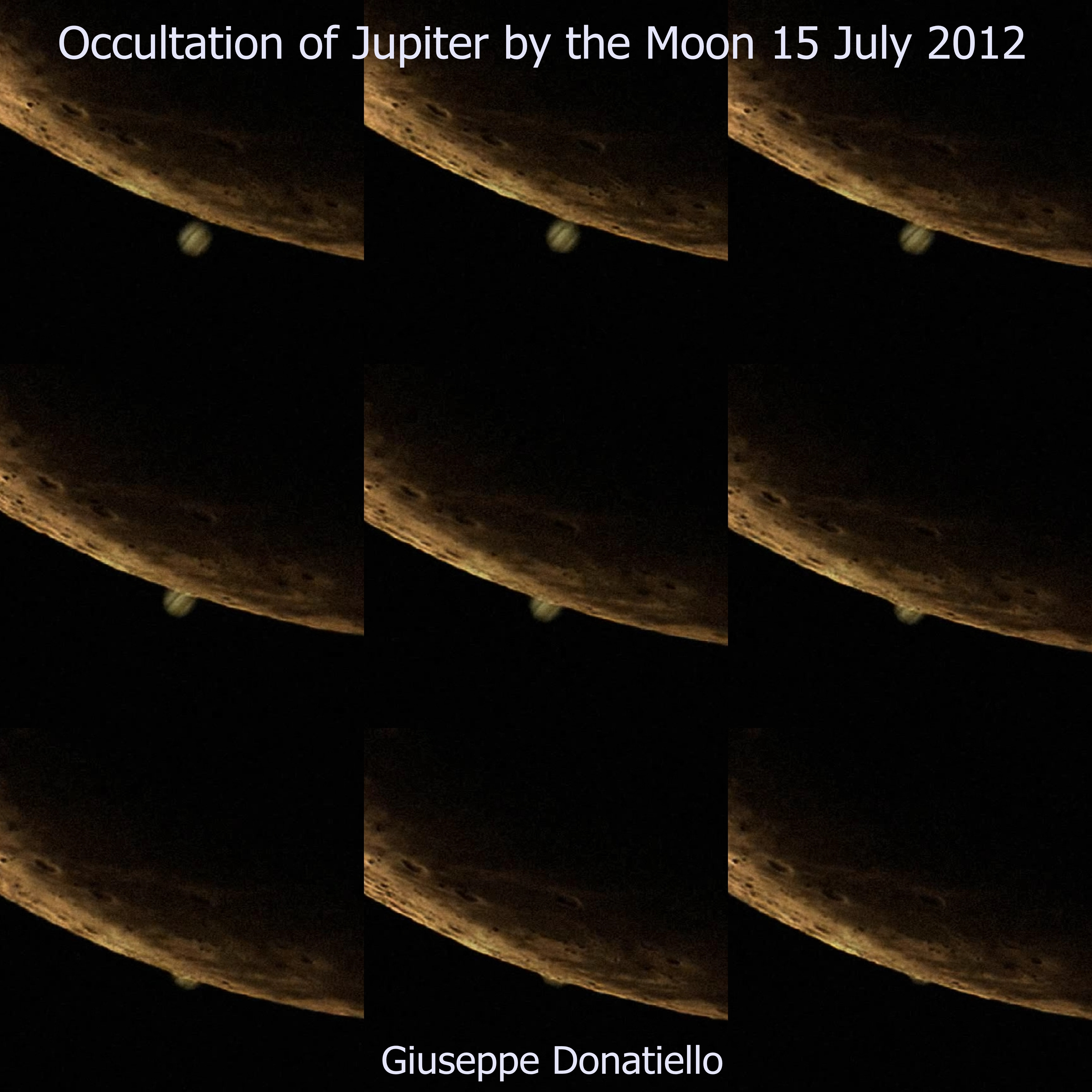
2012年7月15日發生的月掩木星過程。攝於義大利。

2001年11月3日，被月球遮蔽的土星。

在掩星預測路徑邊緣的幾公里範圍內，即其北部或南部極限，因為月球移動使得不規則的邊緣在經過恆星時，觀察者可能會看到恆星間歇性地消失和重新出現，形成所謂「掠掩」的月掩星現象。從觀測和科學的角度來看，這些「掠過」是月掩星中最具活力和最有趣的。
在掩星的預測路徑邊緣幾公里範圍內，被稱為其北部或南部界限。當月球的不規則邊緣移動經過該恆星時，觀察者可能會看到恆星在月球不規則的邊緣斷斷續續，間歇性地消失和重新出現，這就是所謂的「掠掩」。從觀測和科學的角度來看，這些「掠過」是月掩星中最具活力和最有趣的。
月掩星的精確計時主要是業餘天文學家在定期進行。精確到十分之幾秒的月掩星具有各種科學用途，特別是在完善我們對月球地形的認識方面。對月掩星的光電分析還發現，一些恆星在視覺或光譜上是非常接近的聯星。一些恆星的角直徑已經通過月掩星的定時進行了量測，這對確定這些恆星的有效溫度很有用。早期的電波天文學家發現，月球對電波源的掩蔽，對於確定其確切位置很有價值，因為無線電波的長波長限制了直接觀測的分辨率。這對於明確識別電波源3C 273與光學類星體及其噴流至關重要，以及馬爾滕·施密特發現類星體宇宙學性質的基礎先決條件。
每一年中都有幾次可以看到月球遮蔽行星的現象。由於行星有別於恆星，具有顯著的角度大小，月球對行星的掩星將在地球上形成一個狹窄的區域，在這些區域，行星從開始到結束，都只有一部分被月球遮蔽。位於狹窄區域內的觀察者可以觀察到行星的圓盤被緩慢移動的月球部分遮擋。在太陽上也可以看到同樣的機制，地球上的觀察者會將其視為日偏食。因此，日全食本質上是月球遮住太陽的掩星。

## 行星掩星

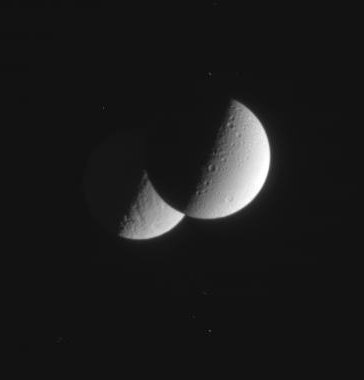
由「卡西尼-惠更斯」拍攝的兩顆土星衛星的互掩：土衛五被土衛四掠掩。

恆星也可能被行星遮擋。明亮恆星的掩星是罕見的。1959年，金星掩恆星軒轅十四，下一次明亮恆星被行星掩蔽（也是軒轅十四倍金星掩蔽）將發生在2044年。1977年，當天王星掩星時，天王星的環首次被發現。1989年7月3日，土星從五等星的人馬座28前方經過。冥王星在1988年、2002年和2006年掩蔽了恆星，從而可以通過大氣探測研究它稀薄的大氣層。
在極少數情况下，一顆行星可能會從另一顆行星的前方經過。如果較近的行星看起來比較遠的行星大，則該事件稱為行星互掩。 上一次掩星或凌日發生在1818年1月3日，下一次將發生在2065年11月22日，在這兩次種情况都涉及相同的兩顆行星：金星和木星。
木星掩土星很罕見：這是已知的最罕見的事件之一，下一次發生會在7541年2月10日。這一事件在全球範圍內都是可見的，因為這對搭檔幾乎與太陽相對，位於獵戶座和金牛座之間的邊界線上。在某些地區，這種掩星是看不見的，但當通過小型望遠鏡觀察時，兩顆氣態巨行星似乎都在通過目鏡觀察的同一部分。上一次發生在西元前6857年。

## 小天體掩星
另一種掩星是當太陽系小天體或矮行星從恆星前方經過時，暫時阻擋了從地球上看到的恆星光線。這些掩星比其它方法更精確地量測天體的大小和位置非常有用。如果附近不同位置的多個觀察者觀察到掩星，甚至可以確定該物體形狀的橫截面輪廓。掩星法已被用於計算海王星外天體的直徑，如(55636) 2002 TX300、(28978) 伊克西翁和(20000) 伐羅那。用於協調觀測的軟件可在以下網址下載： http://www.occultwatcher.net/ （页面存档备份，存于）
此外，「月掩星和日食事件」可能發生在主星和其衛星之間。通過分析小天體的光度光變曲線並檢測第二個疊加的亮度變化，已經發現了大量的小行星衛星，從中通常可以推導出衛星/伴星的軌道週期和次級與初級直徑比（對於雙星系統）。

### 例子
| 名稱               | 弦長 | 測量 輪廓（公里） |
| ------------------ | ---- | ----------------- |
| (704) 因泰臘美那星 | 35   | 350×304           |
| (39) 喜神星        | ~16  | 219×142           |
| (94) 彩神星        | 9    | 225×173           |
| (375) 厄秀拉       | 6    | 216±10            |
| (444) Gyptis       | 6    | 179×150           |
| (48) 昏神星        | 4    | 278×142           |

#### 小行星
- 1983年5月29日，智神星沿著橫跨美國南部、墨西哥北部和加勒比海北部的軌道掩蔽了肉眼明亮的光譜聯星齊增三（狐狸座1）。來自130個不同地點的觀測確定了這顆小行星大約三分之二的形狀，並探測到了明亮聯星的伴星；這些觀測結果與智神星在1979年掩星的觀測結果一起，提供了太空船訪問任何小行星之前八年的完整數值資料（伽利略號太空船在1991年10月才飛掠過小得多的加斯普拉小行星。）[9]。
- 至2009年3月12日，9顆小行星（Io、尤拉、Union， Penelope、Panopaea、Anacostia、Sholokhov、Brouwer和Kolga）從地球上給定的位置觀察到掩蔽了星等顯著的恆星[10]
- 根據尤拉（Euraster）1998年歐洲小行星掩星結果，在1998年3月3日，有超過38個天文台觀測(39) 喜神星（Laetitia）的掩星，結果在這一次確定了這顆小行星許多弦的長度[11]。2014年3月20日凌晨，獅子座的軒轅十四被小行星(163) 庶女星（163 Erigone）遮蔽[12]。這是有史以來預測發生在人口稠密地區最明亮的小行星掩星。當這顆主帶小行星從恆星前面經過時，它的100 km（60 mi）陰影掃掠過紐約州的拿索郡和薩福克縣，紐約市的所有地區和哈德遜河谷，陰影路徑的中心線大致沿著連接紐約市、懷特平原、紐伯勒、奧倫塔、羅馬和普拉斯基，然後在貝爾維爾和安大略省的北灣附近進入加拿大[12][13]。但是，惡劣的天氣阻礙了掩星的觀測[14]。

#### 遠距天體
- 2010年11月6日，星等為17等的矮行星鬩神星（英語：Eris）star，掩蔽星座鯨魚座一顆恆星的初步結果，對鬩神星的直徑設定了2,320公里的上限，使其幾乎與冥王星的大小相同[15]。由於TNO在夜空中的運動較慢，TNO的掩星遠不如主帶中的小行星常見。
- 2017年1月21日，在一次觀測矮行星妊神星的掩星中，發現了一個環[16]。
- 2017年6月3日，一顆恆星被古柏帶天體(486958) Arrokoth遮擋，這是首次探測到此類天體掩星[17]。為這場在「天文學史上最具挑戰性的恆星掩星」，進行了為期六個月的努力協調，涉及與阿根廷政府的合作（包括地方政府將一條主要高速公路關閉了兩個小時，路燈也被關閉，以防止光污染），使用了三艘太空探測器、24架可擕式地面望遠鏡，和美國國家航空航暨太空總署的蘇菲亞機載天文台[18]。

## 雙重掩星
月球或其它天體可以同時掩蔽多個天體。
由於其相對較大的角直徑，月球在任何時候都會遮避不確定數量的恆星和星系。然而，月球同時遮蔽（遮擋）兩個明亮的物體（例如兩顆行星或一顆明亮的恆星和一顆行星）是極為罕見的，只能從世界的一小部分地區看到：上一次這樣的事件發生在1998年4月23日，當時它遮住了金星和木星，讓英國海外領土阿森松島上的觀測者看到。

## 人工掩星
「巨型掩星可移動衛星」（BOSS）是一枚擬議中的人造衛星，將用於和望遠鏡合作，觀測遙遠恆星周圍的系外行星。該衛星由一個巨大的、非常輕的薄片和一組機動推進器和導航系統組成。它將沿著望遠鏡和附近恆星之間的視線，移動到一個是當位置。因此，衛星將阻擋恆星的輻射，從而可以觀測到軌道上的行星。
擬議中的衛星尺寸為70乘70（230乘230英尺），質量約為600公斤，通過離子引擎發動機，結合輕帆受到的太陽光壓進行操縱。它位於距離望遠鏡10萬公里的地方，將阻擋99.998%以上的星光。
這顆衛星有兩種可能的配置。第一種將使用太空望遠鏡，最有可能位於地球的L2拉格朗日點附近。第二種方法是將衛星置於圍繞地球的高度橢圓軌道上，並與地面望遠鏡協同工作。在軌道的遠地點，衛星將相對於地面保持相對靜止，從而允許更長的曝光時間。
這種設計的更新版本被稱為新世界任務，它使用了一個向日葵形狀的日冕儀圓盤的遮星板。還提出了一個類似的建議，即使用一顆衛星來遮蔽明亮的X射線源，稱為「可控X射線遮蔽控衛星」（英語：X-ray Occulting Steerable Satellite）或「XOSS」。

## 19世紀至21世紀行星掩4等以上恆星或行星的日期
| 日期           | 時間（世界時） | 掩食天體 | 被掩天體      |
| -------------- | -------------- | -------- | ------------- |
| 1802年12月9日  | 7:36           | 水星     | 房宿四        |
| 1808年12月9日  | 20:34          | 水星     | 土星          |
| 1810年12月22日 | 6:32           | 金星     | 人馬座Xi-2    |
| 1818年1月3日   | 21:52          | 金星     | 木星          |
| 1825年7月11日  | 9:10           | 金星     | 金牛座Delta-1 |
| 1837年7月11日  | 12:50          | 水星     | 雙子座Eta     |
| 1841年5月9日   | 19:35          | 金星     | 金牛座17      |
| 1843年9月27日  | 18:00          | 金星     | 室女座Eta     |
| 1850年12月16日 | 11:28          | 水星     | 人馬座Lambda  |
| 1855年5月22日  | 5:04           | 金星     | 雙子座Epsilon |
| 1857年6月30日  | 0:25           | 土星     | 雙子座Delta   |
| 1865年12月5日  | 14:20          | 水星     | 人馬座Lambda  |
| 1876年2月28日  | 5:13           | 木星     | 房宿四        |
| 1881年6月7日   | 20:54          | 水星     | 雙子座Epsilon |
| 1906年12月9日  | 17:40          | 金星     | 房宿四        |
| 1910年7月27日  | 2:53           | 金星     | 雙子座Eta     |
| 1937年12月24日 | 18:38          | 水星     | 人馬座Omicron |
| 1940年6月10日  | 2:21           | 水星     | 雙子座Epsilon |
| 1947年10月25日 | 1:45           | 金星     | 氐宿一        |
| 1959年7月7日   | 14:30          | 金星     | 軒轅十四      |
| 1965年9月27日  | 15:31          | 水星     | 室女座Eta     |
| 1971年5月13日  | 20:00          | 木星     | 房宿四        |
| 1976年4月8日   | 1:00           | 火星     | 雙子座Epsilon |
| 1981年11月17日 | 14:27          | 金星     | 斗宿四        |
| 1984年11月19日 | 1:32           | 金星     | 人馬座Lambda  |
| 2015年12月4日  | 16:14          | 水星     | 天江三        |
| 2035年11月17日 | 15:19          | 金星     | 人馬座Pi      |
| 2044年10月1日  | 22:00          | 金星     | 軒轅十四      |
| 2046年2月23日  | 19:24          | 金星     | 人馬座Rho-1   |
| 2052年11月10日 | 7:20           | 水星     | 氐宿一        |
| 2065年11月22日 | 12:45          | 金星     | 木星          |
| 2067年7月15日  | 11:56          | 水星     | 海王星        |
| 2069年8月11日  | 20:25          | 金星     | 太微右垣一    |
| 2078年10月3日  | 22:00          | 火星     | 天江三        |
| 2079年8月11日  | 1:30           | 水星     | 火星          |
| 2088年10月27日 | 13:43          | 水星     | 木星          |
| 2094年4月7日   | 10:48          | 水星     | 木星          |

以上現象有可觀測地域限制，但即使位於可觀測地域，若發生時間在日間，現象亦會難於觀察。

## 進階讀物
- Meeus, Jean. . Richmond, Virginia: Willmann-Bell, Inc. 1995. ISBN 0-943396-45-X.
- （德語） Marco Peuschel （页面存档备份，存于） – Astronomische Tabellen für den Mond von 2007 bis 2016, Mondphasen, Apsiden, Knotendurchgänge, Maximale und minimale Deklinationswerte und Sternbedeckungen sowie ausführliche Ephemeriden für jeden Tag des Jahres, inkl. Mondauf-und Untergänge und physische Daten.

## 外部連結
- Occultation Studies at Williams College （页面存档备份，存于）, www.stellaroccultations.info
- 國際掩星計時協會（International Occultation Timing Association，IOTA） （页面存档备份，存于）, with lunar occultations
- Moon, planets, asteroid occultations （页面存档备份，存于）, www.occultations.net
- Mutual occultations (and conjunctions) of planets （页面存档备份，存于）, TAU astronomy Club
- Planetary Conjunctions and Mutual Planetary Occultations （页面存档备份，存于） stevealbers.net
- Discovery Hints at a Quadrillion Space Rocks Beyond Neptune （页面存档备份，存于）, www.space.com, August 2006
- Scientists Use Novel Technique To Watch Occultations By Planets （页面存档备份，存于）, The Starry Mirror, 2007
- Asteroid Occultation Updates （页面存档备份，存于）, www.asteroidoccultation.com, 2018
- Occultations by Phoebe （页面存档备份，存于）, www.occultations.net
- Combining asteroid models derived by lightcurve inversion with asteroidal occultation silhouettes （页面存档备份，存于）, arXiv, 2011
- Occultations of bright stars by planets between 0 and 4000 （页面存档备份，存于）, Il cielo ed i suoi femomeni （義大利語）
- 行星互相掩蔽
- Big Occulting Steerable Satellite
- Lunar Occultation Workbench, (software), Durch Occultation Association
- Occult, (software), www.lunar-occultations.com